# WRC 4 FIA World Rally Championship
WRC 4 FIA World Rally Championship (o anche WRC 4) è un videogioco di guida prodotto da Milestone, basato sul Campionato del mondo rally 2013. È il seguito di WRC 3 FIA World Rally Championship ed è stato pubblicato il 25 ottobre 2013 per Microsoft Windows, PlayStation 3, PlayStation Vita e Xbox 360 in Europa.